# Idaea macilentaria
Idaea macilentaria is een vlinder uit de familie spanners (Geometridae). De wetenschappelijke naam is voor het eerst geldig gepubliceerd in 1847 door Herrich-Schäffer.

## Synoniemen
- Idaea antiquaria (Herrich-Schäffer, 1847)

## Voorkomen
De soort komt voor in Europa.